# 林濟川
林濟川（1893年8月13日—？），出身於大清國福建臺灣省臺灣道臺灣府臺灣縣捒東上堡頭家厝庄（今臺中市潭子區），為台灣文化界的名人，台灣的社會運動參與者。早年留學日本，參與過台灣文化協會的活動，也擔任過《台灣青年》的編輯。

## 家庭
娶士林施家大戶的女兒。育有五子，只有施朝暉（原名林朝暉，筆名史明）從母姓。

## 簡介
1911年，林濟川自臺灣總督府國語學校公費師範部畢業，和許丙、陳振能、蔡培火、陳逢源等人都是同學。畢業後進入艋舺老松公學校擔任教員，後應林本源家族邀請進入大有物產株式會社擔任管事。
之後林濟川任職於林熊徵開設的事務所，曾赴漢口監察林熊徵投資的漢冶萍公司，但是由於無法發揮監督功能，而轉任林熊祥開設的事務所工作。後入日本東京明治大學商科專門部就讀，並參與台灣留日學生的新民會。
昭和14年 (1939年) 11月1日「臺灣米穀移出管理令」施行後，使得1924年設立「臺灣米穀集中交易中心」，後來發展成以期貨為主的遠期交易市場的正米市場失去功能，終止營業。翌年(1940年) 7月具有二十六年歷史的臺灣米穀移出商同業組合也解散，林濟川曾在臺灣米穀移出商同業組合擔任「理事長」一職。
而之後林濟川曾經投身於台灣文化協會的工作，為台灣文化界的名人。
之後中日戰爭爆發，1938年日本攻入中國廈門，林濟川曾經擔任廈門特別市政府公賣局長，後任廈門市府簡任參事。
第二次世界大戰後，曾被國民政府以漢奸罪名起訴，旋獲釋回台灣。
林濟川長子為台灣獨立運動人士、《台灣人四百年史》作者史明。